# Forlystelsespark
En forlystelsespark er generel betegnelse for en tivolipark med forlystelser såsom karruseller, rutsjebaner og lignende og måske anden underholdning. Ordet bruges især om fastliggende etablissementer. 
Bakken, grundlagt i 1583, er verdens ældste forlystelsespark.

## Temapark
En forlystelsespark, som er baseret på ét eller flere temaer, kaldes en temapark. Typiske eksempler på temaparker er Disneyland og Legoland.